# Chlorophytum velutinum
Chlorophytum velutinum är en sparrisväxtart som beskrevs av Shakkie Kativu. Chlorophytum velutinum ingår i släktet ampelliljor, och familjen sparrisväxter. Inga underarter finns listade i Catalogue of Life.